# Santa Cruz Xitla
Santa Cruz Xitla è un comune del Messico, situato nello stato di Oaxaca.